# 出井伸之
出井 伸之（いでい のぶゆき、1937年〈昭和12年〉11月22日 - 2022年〈令和4年〉6月2日）は、日本の実業家、企業経営者。
ソニー株式会社社長、同社最高経営責任者などを歴任したのち、クオンタムリープ株式会社を創業、代表取締役会長を務めた。

## 概要
ソニーの社長を経て会長兼最高経営責任者に就任した。公職としては内閣に設置されたIT戦略会議にて議長を務め、日本銀行参与や日本経済団体連合会副会長としても活動した。また、ゼネラルモーターズ、ネスレ、エレクトロラックス等の社外取締役を歴任。2014年8月現在、アクセンチュア、百度、フリービット、レノボグループの社外取締役を務めている。会長兼最高経営責任者退任後は、ソニーの最高顧問・アドバイザリーボード議長も務めたのち、退任した。
その後は産業の活性化や新産業・新ビジネス創出を目指して、2008年、クオンタムリープ株式会社を設立し、自らその代表取締役に就任した。2009年には大和証券エスエムビーシーとともに投資ファンド「大和クオンタム・キャピタル」を起ち上げた。また、特定目的会社「クオンタム・エンターテイメント」を設立し社長に就任、吉本興業に対する株式公開買い付けを実施し成立させた。なお、2002年に早稲田大学から名誉博士（法学）の称号を贈られている。2022年6月2日に死去。

## 経歴

### ソニー入社
父は経済学博士で早稲田大学教授を務めた出井盛之（いでい せいし、1892年（明治25年）7月28日 - 1975年（昭和50年）11月1日）。
東京府東京市（現在の東京都）世田谷区成城で生まれ育った。成城小学校、成城学園中学校、早稲田大学高等学院を経て、早稲田大学政治経済学部経済学科を卒業後、1960年（昭和35年）にソニー入社。外国部を経てジュネーブ国際・開発研究大学院へ留学し修士課程を修了する。ジュネーブ、パリ駐在を経験。10年近くにわたる欧州駐在から帰国後、非技術系ながら、オーディオ、コンピューター、VTRなどの事業部長を歴任。さらに90年代は広告・宣伝本部長としてソニーブランドのイメージアップに貢献した。

### ソニー取締役社長

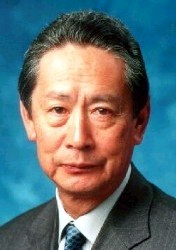
『小泉内閣メールマガジン』寄稿に際して公表された肖像写真（2002年）

1995年6月、前任社長の大賀典雄に抜擢され第6代ソニー代表取締役社長に就任。いわゆる「ヒラ」の取締役から14人抜きでの社長抜擢・就任となった。折しも創業50周年を翌年に控え、ソニー始まって以来の新卒サラリーマン社長として、ソニーの原動力であるチームスピリットを鼓舞すべく、キャッチコピーの「It's a Sony」を棄て、「Re Generation」（第二創業）「Digital Dream Kids」というスローガンを打ち出した。
当時のソニーは企業買収を進めた結果、有利子負債が大きく、経営の技術的なプロとしての側面をもつ出井社長の提案により、ソニーはキャッシュフローバランスを重視するきっかけとなった。デジタル・ドリーム・キッズの先頭に立つ出井は、1980年代前半に8ビットコンピューター事業を手掛けた経験をもとに、パーソナルコンピューター事業への再参入を宣言。インテルのグローブ社長（当時）やマイクロソフトのビル・ゲイツ会長（当時）との連合を先導し、1996年にVAIO 1号機をアメリカ合衆国で発表し、ソニーがAV企業からAV/IT企業に大きく発展する舵を切った。
また出井は、社長就任前からインターネットの可能性に注目しており、それをAV/IT機器とつなげる重要性を説き、1995年11月にはソニーコミュニケーションネットワーク株式会社（現・ソネットエンタテインメント株式会社）を設立。1997年度のビジネスウィーク誌が選ぶ「世界のトップビジネスマン」に選定された。その後2001年10月にスウェーデンの通信機器会社であるエリクソンとの合弁会社である、ソニーエリクソンモバイルコミュニケーションズ株式会社（現・ソニーモバイルコミュニケーションズ株式会社）を設立し、ネットワーク時代のソニーグループの礎を築いた。
さらに在任中、ソニーに執行役員制度を導入したり社外取締役の起用などを積極的に行い、コーポレート・ガバナンスの改革・強化に努め、日本的経営からの更なる脱却に努めた。
2000年代には、早稲田大学の同窓生である小渕首相及びその遺志を継いだ森首相（いずれも当時）の要請により、2000年7月にはIT戦略会議議長に就任し、ブロードバンドのインフラストラクチャー普及を提唱し、日本のブロードバンドインターネット接続環境整備が、世界に先駆けて強力に推進されるきっかけを作った。
ソニーの経営戦略を、「ものづくり」から「コンテンツ重視」へと転換を図り、ネットワークを介したハードウェア（AV/IT機器）とコンテンツ（音楽、映画、ゲーム等）の融合を唱道し、上述のようなハードウェアの多角化のみならず、コンテンツ事業の拡充も推進（2003年8月にBMGを買収してソニーBMGミュージックエンタテインメント(株)を設立、2005年4月にはMGMを買収）。

### 退陣

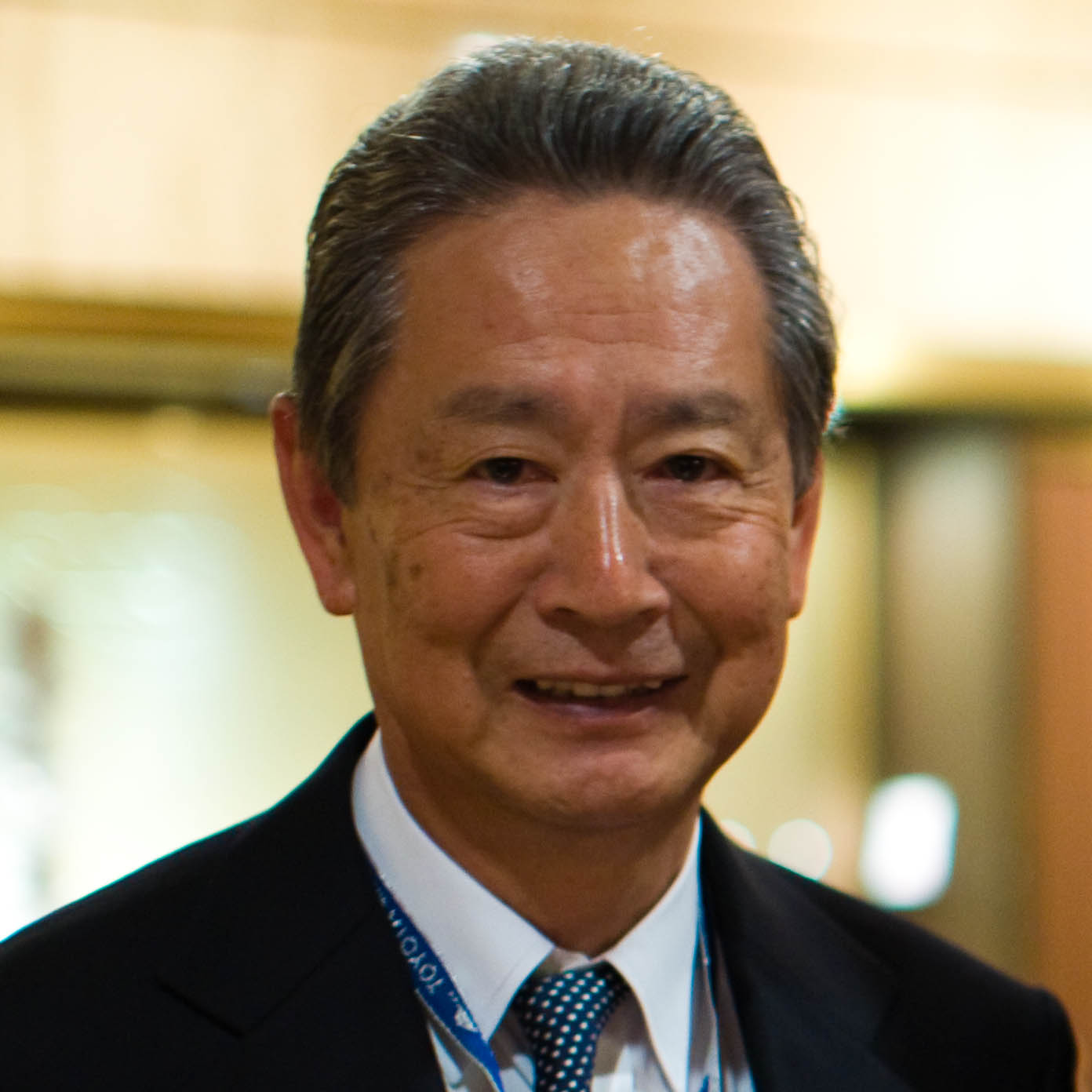
2008年6月11日、伊藤穣一により撮影された出井の写真

2003年（平成15年）4月のソニーショックを受け、ウォークマンがApple ComputerのiPod・iTunesに負け、出井らが示した経営再建計画の達成が困難を増す中、ソニーの現職社員・OB、国内外の経済メディア、ソニー製品愛好者など、各方面から激しい退陣要求が噴出した。
2004年（平成16年）にはロボット事業から撤退する。インターネット事業に偏重し、2004年（平成16年）には、2017年に復活させることになる「AIBO」や「QRIO」などロボット事業からの撤退を命令していた。また、2003年に「モノづくり」復活を掲げて発表された高価格帯路線の新ブランド「QUALIA」も業績の改善には結びつかず、逆にダブルブランドは経営や消費者に混乱を招くこととなった。こうした経営方針は評価されず、2004年1月12日発売の米ビジネスウィーク誌で「世界最悪の経営者」に選定された。
OB役員や社外取締役らが結束する形で勇退を勧告された 出井は、ソニーのビジネスモデルを理解し、経営できる後継人材の選定を急ぐ。その結果、英国人であり、1997年（平成9年）からSony Corporation of Americaの経営陣として、コンテンツ事業を中心にソニーグループの経営に貢献してきたハワード・ストリンガーが代表取締役会長に選ばれ、2005年（平成17年）6月、ソニーグループの業績悪化の責任を取る形で、安藤國威社長とともに辞任。皮肉にも、自身が導入したコーポレート・ガバナンスがこれで機能した形となった。出井時代に大きく後退した、主力のエレクトロニクス事業を再建するには『遅きに失した退陣』と評価された。
2012年（平成24年）6月にソニーアドバイザリーボード議長を退任し、ソニー株式会社から完全に退陣した。

### 退陣後
2006年に自ら設立したクオンタムリープ株式会社の代表取締役として、ソニー時代から培ってきた国内外の人的ネットワークを活用しながら、国内外の上場企業の社外役員やアドバイザーとして、公式・非公式に次世代ビジネスや若手リーダーの育成に努めていた。
2022年6月2日、肝不全のため東京都内の病院で死去。84歳没。

## 人物
10年間ソニーのトップに君臨したが、経営者としての才覚は「栄光の前半」と「失墜の後半」で明暗が分かれる、というのが一般的な評価である。
趣味はゴルフ、読書、映画鑑賞。心に残る本は、清水博著の『生命を捉えなおす-生きている状態とは何か』だという。
成城学園中学時代には音楽部に属し、小澤征爾らとカルテットを組んでいた。小澤はピアノ、出井はヴァイオリン担当であった。以来、片や国際的電機メーカーのトップ、片や世界的指揮者となり、2人は仕事とプライベートの両面で生涯の友人となった。
出井自身が生まれる前から長野県軽井沢町に出井家の別荘があり、幼少期から足繁く軽井沢に通っていたことから、この地を”第二の故郷””心の故郷”だと話していた（死去後2022年10月25日に行われたお別れの会では、軽井沢の風景をイメージした祭壇が設けられた）。また軽井沢以外に魅力を感じる場所として、京都を挙げていた。
社長時代に当時の会長の大賀典雄とVAIOの販売方法で意見が割れ、出井はデスクトップ型（アメリカ主導）、大賀はノート型（日本主導）を推し対立していた。結果としてノート型がヒットし、アメリカでの開発は撤退。

## 略歴
- 1937年11月 - 早稲田大学教授の出井盛之の次男として東京で生まれる。栃木県葛生町（現佐野市）出身。
- 1960年3月 - 早稲田大学政治経済学部経済学科卒業。
- 1960年4月 - ソニー株式会社に入社。
- 1979年2月 - 音響事業本部オーディオ事業部長に就任。
- 1988年4月 - ホームビデオ事業本部長に就任。
- 1989年6月 - 取締役に就任。
- 1990年7月 - 広告宣伝本部長に就任。
- 1994年4月 - クリエイティブ・コミュニケーション部門長に就任。
- 1994年6月 - 常務取締役に就任。
- 1995年4月 - 代表取締役社長に就任。
- 1998年2月 - フランスよりレジオンドヌール勲章オフィシエを贈られる[23]。
- 1999年6月 - CEO（最高経営責任者）に就任。
- 2000年6月 - 代表取締役会長 兼CEOに就任。
- 2003年4月 - 代表取締役会長 兼グループCEOに就任。
- 2003年6月 - 取締役代表執行役会長 兼グループCEOに就任。
- 2005年6月 - 会長兼CEOを退任、最高顧問・アドバイザリーボード議長に就任。
- 2006年4月 - 株式会社クオンタムリープ設立、代表取締役に就任。
- 2007年6月 - 中国の検索エンジン最大手百度の社外取締役に就任。
- 2007年6月 - ソニー最高顧問を退任。アドバイザリーボード議長には留まった。
- 2008年4月 - 政権政党自民党の本部での党友組織自由国民会議の講演会で講師。
- 2010年6月 - 吉本興業株式会社の取締役に就任。
- 2010年11月 - アレックス株式会社のファウンダーの一人として創立を支援。
- 2011年9月 - レノボ 社外取締役に就任。[24]
- 2012年6月 - ソニーアドバイザリーボード議長を退任。
- 2012年6月 - 特定非営利活動法人アジア・イノベーターズ・イニシアティブを設立。理事長に就任。
- 2015年9月 - 百度の社外取締役を退任。
- 2022年6月 - 東京都内の病院で死去。

## 役職
- クオンタムリープ（株） 代表取締役ファウンダー&CEO
- NPO法人アジア・イノベーターズ・イニシアティブ 理事長
- アクセンチュア グローバルボード兼アドバイザリー名誉ボード
- Baidu, Inc. 社外取締役
- フリービット株式会社 社外取締役
- 早稲田大学 評議員議長
- 清華大学 経済管理学院顧問委員[25]
- 美しい森林づくり全国推進会議 代表
- 一般社団法人 日本取締役協会 理事
- レノボグループ 社外取締役
- IMCG株式会社 取締役会長
- 株式会社ドラゴンアイ 取締役
- 東京メトロポリタンテレビジョン（TOKYO MX）常務取締役
- 株式会社ディー・エヌ・エー（DeNA）アドバイザリーボード
- WillVii株式会社 顧問
- マネックスグループ株式会社 社外取締役
- モビルス株式会社 アドバイザー
- 株式会社ストライプインターナショナル 社外取締役
- 株式会社アペルザ 顧問

## テレビ出演
- 日経スペシャル カンブリア宮殿（テレビ東京）
  - 「出井伸之が語る、電機産業の"悩み"と"未来"」（2007年4月2日）- ソニー最高顧問として出演[26]。
  - 村上龍が選ぶ 『今後のニッポンを考えるニュース』！（2011年12月29日）- クオンタムリープ ファウンダー＆CEOとして出演[27]。

## 書籍

### 著書
- 『混迷の時代に ネットワーク社会の遠心力・求心力』（2000年11月9日、ワック出版部）ISBN 9784898310199
- 『ONとOFF』（2002年4月25日、新潮社）ISBN 9784104539017
  - 『ONとOFF』（2003年9月1日、新潮社 新潮文庫）ISBN 9784101165219
- 『非連続の時代』（2002年11月20日、新潮社）ISBN 9784104539024
  - 『非連続の時代』（2004年5月1日、新潮社 新潮文庫）ISBN 9784101165226
- 『迷いと決断 ソニーと格闘した10年の記録』（2006年12月15日、新潮社 新潮新書）ISBN 9784106101946
- 『日本進化論 二〇二〇年に向けて』（2007年7月30日、幻冬舎新書）ISBN 9784344980426
- 『日本大転換 あなたから変わるこれからの10年』（2009年9月20日、幻冬舎新書）ISBN 9784344981416
- 『変わり続ける 人生のリポジショニング戦略』（2015年12月6日、ダイヤモンド社）ISBN 9784478061893
- 『個のイノベーション 対談集』（2021年11月25日、日経BP社）ISBN 9784296110384
- 『人生の経営』（2022年3月31日、小学館新書）ISBN 9784098254194

### 監修
- 『進化するプラットフォーム グーグル・アップル・アマゾンを超えて 角川インターネット講座』（監修:出井伸之）（2015年7月25日、KADOKAWA）ISBN 9784046538918

### 関連書籍
- 『インターネット5つの予言 野口悠紀雄、ビル・ゲイツ、出井伸之、孫正義、米国大統領補佐官マイク・ネルソン&トム・ケリルとの対話』（著者:西和彦）（1996年12月5日、ダイヤモンド社）ISBN 9784478371947
- 『ソニー社長 出井伸之のホームページ 見た、聞いた、発する、社員との対話』（著者:ソニーマガジンズビジネスブック編集部）（1998年3月6日、ソニーマガジンズ）ISBN 9784789712583
- 『出井伸之のCEO学 ITビジネスの未来が見える』（著者:財部誠一）（2000年7月21日、PHP研究所）ISBN 9784569612195
- 『戦略カンパニー ソニーの軌跡と出井伸之』（著者:板垣英憲）（2004年4月15日、秀和システム）ISBN 9784798006567
- 『出井伸之 多様性への挑戦 90年代の証言』（編者:五百旗頭真 伊藤元重 薬師寺克行）（2007年6月30日、朝日新聞社）ISBN 9784022502988